# Coppa Davis 2003
La Coppa Davis 2003 è stata la 92ª edizione del più importante torneo fra squadre nazionali di tennis maschile. Sedici squadre hanno preso parte al Gruppo Mondiale, 135 in totale. L'Australia vinse la finale contro la Spagna nella Rod Laver Arena di Melbourne in Australia. L'Australia vinse il 23º titolo della sua storia.

## Gruppo Mondiale
| Squadre partecipanti | Squadre partecipanti | Squadre partecipanti | Squadre partecipanti |
| Argentina            | Australia            | Belgio               | Brasile              |
| Croazia              | Rep. Ceca            | Francia              | Germania             |
| Regno Unito          | Paesi Bassi          | Romania              | Russia               |
| Spagna               | Svezia               | Svizzera             | Stati Uniti          |
| -------------------- | -------------------- | -------------------- | -------------------- |

### Tabellone
|  | Primo turno 7-9 febbraio                | Primo turno 7-9 febbraio        | Primo turno 7-9 febbraio |                                  |           | Quarti di finale 4-6 aprile | Quarti di finale 4-6 aprile    | Quarti di finale 4-6 aprile |   |   | Semifinali 19-21 settembre | Semifinali 19-21 settembre  | Semifinali 19-21 settembre |   |  | Finale 28-30 novembre | Finale 28-30 novembre | Finale 28-30 novembre |
|  |                                         |                                 |                          |                                  |           |                             |                                |                             |   |   |                            |                             |                            |   |  |                       |                       |                       |
|  | Bucarest, Romania (Sintetico indoor)    |                                 |                          |                                  |           |                             |                                |                             |   |   |                            |                             |                            |   |  |                       |                       |                       |
|  | S                                       | Francia                         | 4                        |                                  |           |                             |                                |                             |   |   |                            |                             |                            |   |  |                       |                       |                       |
|  | S                                       | Francia                         | 4                        | Tolosa, Francia (Cemento indoor) |           |                             |                                |                             |   |   |                            |                             |                            |   |  |                       |                       |                       |
|  |                                         | Romania                         | 1                        |                                  |           |                             |                                |                             |   |   |                            |                             |                            |   |  |                       |                       |                       |
|  |                                         | Romania                         | 1                        | S                                | Francia   | 2                           |                                |                             |   |   |                            |                             |                            |   |  |                       |                       |                       |
|  | Arnhem, Paesi Bassi (Sintetico indoor)  |                                 |                          | S                                | Francia   | 2                           |                                |                             |   |   |                            |                             |                            |   |  |                       |                       |                       |
|  |                                         |                                 | Svizzera                 | 3                                |           |                             |                                |                             |   |   |                            |                             |                            |   |  |                       |                       |                       |
|  | S                                       | Paesi Bassi                     | Svizzera                 | 3                                | 2         |                             |                                |                             |   |   |                            |                             |                            |   |  |                       |                       |                       |
|  | S                                       | Paesi Bassi                     |                          |                                  | 2         |                             | Melbourne, Australia (Cemento) |                             |   |   |                            |                             |                            |   |  |                       |                       |                       |
|  |                                         | Svizzera                        | 3                        |                                  |           |                             |                                |                             |   |   |                            |                             |                            |   |  |                       |                       |                       |
|  |                                         |                                 |                          |                                  |           |                             |                                | Svizzera                    | 2 |   |                            |                             |                            |   |  |                       |                       |                       |
|  | Sydney, Australia (Terra)               |                                 |                          |                                  |           |                             |                                | Svizzera                    | 2 |   |                            |                             |                            |   |  |                       |                       |                       |
|  |                                         | S                               | Australia                | 3                                |           |                             |                                |                             |   |   |                            |                             |                            |   |  |                       |                       |                       |
|  | S                                       | S                               | Australia                | 3                                | Australia | 4                           |                                |                             |   |   |                            |                             |                            |   |  |                       |                       |                       |
|  | S                                       | Malmö, Svezia (Cemento indoor)  |                          |                                  | Australia | 4                           |                                |                             |   |   |                            |                             |                            |   |  |                       |                       |                       |
|  |                                         | Regno Unito                     | 1                        |                                  |           |                             |                                |                             |   |   |                            |                             |                            |   |  |                       |                       |                       |
|  |                                         | Regno Unito                     | 1                        | S                                | Australia | 5                           |                                |                             |   |   |                            |                             |                            |   |  |                       |                       |                       |
|  | Helsingborg, Svezia (Sintetico indoor)  |                                 |                          | S                                | Australia | 5                           |                                |                             |   |   |                            |                             |                            |   |  |                       |                       |                       |
|  |                                         | S                               | Svezia                   | 0                                |           |                             |                                |                             |   |   |                            |                             |                            |   |  |                       |                       |                       |
|  | S                                       | S                               | Svezia                   | 0                                | Svezia    | 3                           |                                |                             |   |   |                            |                             |                            |   |  |                       |                       |                       |
|  | S                                       |                                 |                          |                                  | Svezia    | 3                           |                                |                             |   |   |                            | Melbourne, Australia (erba) |                            |   |  |                       |                       |                       |
|  |                                         | Brasile                         | 2                        |                                  |           |                             |                                |                             |   |   |                            |                             |                            |   |  |                       |                       |                       |
|  |                                         |                                 |                          |                                  |           |                             |                                |                             |   |   |                            | S                           | Australia                  | 3 |  |                       |                       |                       |
|  | Zagabria, Croazia (Sintetico indoor)    |                                 |                          |                                  |           |                             |                                |                             |   |   |                            | S                           | Australia                  | 3 |  |                       |                       |                       |
|  |                                         | S                               | Spagna                   | 1                                |           |                             |                                |                             |   |   |                            |                             |                            |   |  |                       |                       |                       |
|  |                                         | S                               | Spagna                   | 1                                | Croazia   | 4                           |                                |                             |   |   |                            |                             |                            |   |  |                       |                       |                       |
|  |                                         | Valencia Spagna (Terra)         |                          |                                  | Croazia   | 4                           |                                |                             |   |   |                            |                             |                            |   |  |                       |                       |                       |
|  | S                                       | Stati Uniti                     | 1                        |                                  |           |                             |                                |                             |   |   |                            |                             |                            |   |  |                       |                       |                       |
|  | S                                       | Stati Uniti                     | 1                        |                                  |           | Croazia                     | 0                              |                             |   |   |                            |                             |                            |   |  |                       |                       |                       |
|  | Siviglia, Spagna (Terra)                |                                 |                          |                                  |           | Croazia                     | 0                              |                             |   |   |                            |                             |                            |   |  |                       |                       |                       |
|  |                                         | S                               | Spagna                   | 5                                |           |                             |                                |                             |   |   |                            |                             |                            |   |  |                       |                       |                       |
|  |                                         | S                               | Spagna                   | 5                                | Belgio    | 0                           |                                |                             |   |   |                            |                             |                            |   |  |                       |                       |                       |
|  |                                         |                                 |                          |                                  | Belgio    | 0                           | Malaga, Spagna (Terra)         |                             |   |   |                            |                             |                            |   |  |                       |                       |                       |
|  | S                                       | Spagna                          | 5                        |                                  |           |                             |                                |                             |   |   |                            |                             |                            |   |  |                       |                       |                       |
|  | S                                       | Spagna                          | 5                        |                                  |           |                             |                                |                             |   | S | Spagna                     | 3                           |                            |   |  |                       |                       |                       |
|  | Buenos Aires, Argentina (Terra)         |                                 |                          |                                  |           |                             |                                |                             |   | S | Spagna                     | 3                           |                            |   |  |                       |                       |                       |
|  |                                         | S                               | Argentina                | 2                                |           |                             |                                |                             |   |   |                            |                             |                            |   |  |                       |                       |                       |
|  |                                         | S                               | Argentina                | 2                                | Germania  | 0                           |                                |                             |   |   |                            |                             |                            |   |  |                       |                       |                       |
|  |                                         | Buenos Aires, Argentina (Terra) |                          |                                  | Germania  | 0                           |                                |                             |   |   |                            |                             |                            |   |  |                       |                       |                       |
|  | S                                       | Argentina                       | 5                        |                                  |           |                             |                                |                             |   |   |                            |                             |                            |   |  |                       |                       |                       |
|  | S                                       | Argentina                       | 5                        |                                  | S         | Argentina                   | 5                              |                             |   |   |                            |                             |                            |   |  |                       |                       |                       |
|  | Ostrava, Repubblica Ceca (Terra indoor) |                                 |                          |                                  | S         | Argentina                   | 5                              |                             |   |   |                            |                             |                            |   |  |                       |                       |                       |
|  |                                         | S                               | Russia                   | 0                                |           |                             |                                |                             |   |   |                            |                             |                            |   |  |                       |                       |                       |
|  |                                         | S                               | Russia                   | 0                                | Rep. Ceca | 2                           |                                |                             |   |   |                            |                             |                            |   |  |                       |                       |                       |
|  |                                         |                                 |                          |                                  | Rep. Ceca | 2                           |                                |                             |   |   |                            |                             |                            |   |  |                       |                       |                       |
|  | S                                       | Russia                          | 3                        |                                  |           |                             |                                |                             |   |   |                            |                             |                            |   |  |                       |                       |                       |

Le perdenti del 1º turno giocano gli spareggi per rimanere nel Gruppo Mondiale contro le vincenti del gruppo I dei gruppi zonali.

### Finale
| Australia 3 | Rod Laver Arena, Melbourne, Australia 28-30 novembre 2003 erba | Rod Laver Arena, Melbourne, Australia 28-30 novembre 2003 erba  | Spagna 1 |     |     |      |     |             |
| \| \| \| \| 1 \| 2 \| 3 \| 4 \| 5 \| \| \| - \| \| --------------------------------------------------------------- \| --- \| --- \| --- \| ---- \| --- \| ----------- \| \| 1 \| \| Lleyton Hewitt Juan Carlos Ferrero \| 3 6 \| 6 3 \| 3 6 \| 7 60 \| 6 2 \| \| \| 2 \| \| Mark Philippoussis Carlos Moyá \| 4 6 \| 4 6 \| 6 4 \| 65 7 \| \| \| \| 3 \| \| Wayne Arthurs / Todd Woodbridge Àlex Corretja / Feliciano López \| 6 3 \| 6 1 \| 6 3 \| \| \| \| \| 4 \| \| Mark Philippoussis Juan Carlos Ferrero \| 7 5 \| 6 3 \| 1 6 \| 2 6 \| 6 0 \| \| \| 5 \| \| Lleyton Hewitt Carlos Moyá \| \| \| \| \| \| non giocata \| |                                                                |                                                                 |          |     |     |      |     |             |
| |                                                                |                                                                 | 1        | 2   | 3   | 4    | 5   |             |
| 1 | Australia (bandiera) · Spagna (bandiera)                       | Lleyton Hewitt Juan Carlos Ferrero                              | 3 6      | 6 3 | 3 6 | 7 60 | 6 2 |             |
| 2 | Australia (bandiera) · Spagna (bandiera)                       | Mark Philippoussis Carlos Moyá                                  | 4 6      | 4 6 | 6 4 | 65 7 |     |             |
| 3 | Australia (bandiera) · Spagna (bandiera)                       | Wayne Arthurs / Todd Woodbridge Àlex Corretja / Feliciano López | 6 3      | 6 1 | 6 3 |      |     |             |
| 4 | Australia (bandiera) · Spagna (bandiera)                       | Mark Philippoussis Juan Carlos Ferrero                          | 7 5      | 6 3 | 1 6 | 2 6  | 6 0 |             |
| 5 | Australia (bandiera) · Spagna (bandiera)                       | Lleyton Hewitt Carlos Moyá                                      |          |     |     |      |     | non giocata |

## Turno di qualificazione al Gruppo Mondiale
Date: 19-21 settembre
| Impianto                             | Squadra Ospitante | Punteggio | Squadra Ospite |
| ------------------------------------ | ----------------- | --------- | -------------- |
| Pörtschach, Austria (Terra)          | Austria           | 3-2       | Belgio         |
| Calgary, Canada (Sintetico indoor)   | Canada            | 3-2       | Brasile        |
| Bangkok, Thailandia (Cemento indoor) | Thailandia        | 1-4       | Rep. Ceca      |
| Sundern, Germania (Terra)            | Germania          | 2-3       | Bielorussia    |
| Casablanca, Marocco (Terra)          | Marocco           | 3-2       | Regno Unito    |
| Zwolle, Paesi Bassi (Cemento indoor) | Paesi Bassi       | 5-0       | India          |
| Quito, Ecuador (Terra)               | Ecuador           | 2-3       | Romania        |
| Bratislava, Slovacchia (Terra)       | Slovacchia        | 2-3       | Stati Uniti    |

- Austria, Bielorussia, Canada e Marocco promosse al Gruppo Mondiale della Coppa Davis 2004.
- Repubblica Ceca, Paesi Bassi, Romania e Stati Uniti rimangono nel Gruppo Mondiale della Coppa Davis 2004.
- India (AO), Ecuador (AMN), Slovacchia (EA) e Thailandia (AO) rimangono nel Gruppo I della Coppa Davis 2004.
- Belgio (EA), Brasile (AMN), Germania (EA) e Gran Bretagna (EA) retrocesse nel Gruppo I della Coppa Davis 2004.

## Zona Americana

### Gruppo I
Squadre partecipanti
- Bahamas — retrocessa nel Gruppo II della Coppa Davis 2004
- Canada — promossa al Turno di qualificazione al Gruppo Mondiale
- Cile
- Ecuador — promossa al Turno di qualificazione al Gruppo Mondiale
- Perù
- Venezuela

### Gruppo II
Squadre partecipanti
- Antille Olandesi — retrocessa nel Gruppo III della Coppa Davis 2004
- Colombia — retrocessa nel Gruppo III della Coppa Davis 2004
- Cuba
- Haiti
- Messico
- Paraguay — promossa al Gruppo I della Coppa Davis 2004
- Rep. Dominicana
- Uruguay

### Gruppo III
Squadre partecipanti
- Bolivia
- El Salvador
- Giamaica — promossa al Gruppo II della Coppa Davis 2004
- Guatemala — retrocessa nel Gruppo IV della Coppa Davis 2004
- Honduras
- Porto Rico — promossa al Gruppo II della Coppa Davis 2004
- Saint Lucia — retrocessa nel Gruppo IV della Coppa Davis 2004
- Trinidad e Tobago

### Gruppo IV
Squadre partecipanti
- Barbados
- Bermuda
- Caraibi dell'Est
- Costa Rica
- Isole Vergini Americane — promossa al Gruppo III della Coppa Davis 2004
- Panama — promossa al Gruppo III della Coppa Davis 2004

## Zona Asia/Oceania

### Gruppo I
Squadre partecipanti
- Corea del Sud — retrocessa nel Gruppo II della Coppa Davis 2004
- Giappone
- India — promossa al Turno di qualificazione al Gruppo Mondiale
- Indonesia
- Nuova Zelanda
- Pakistan
- Thailandia — promossa al Turno di qualificazione al Gruppo Mondiale
- Uzbekistan

### Gruppo II
Squadre partecipanti
- Cina
- Filippine
- Hong Kong
- Iran
- Kazakistan — retrocessa nel Gruppo III della Coppa Davis 2004
- Libano
- Tagikistan — retrocessa nel Gruppo III della Coppa Davis 2004
- Taipei cinese — promossa al Gruppo I della Coppa Davis 2004

### Gruppo III
Squadre partecipanti
- Bahrein
- Emirati Arabi Uniti — retrocessa nel Gruppo IV della Coppa Davis 2004
- Kirghizistan — retrocessa nel Gruppo IV della Coppa Davis 2004
- Kuwait — promossa al Gruppo II della Coppa Davis 2004
- Malaysia — promossa al Gruppo II della Coppa Davis 2004
- Oceania Pacifica
- Qatar
- Siria

### Gruppo IV
Squadre partecipanti
- Arabia Saudita
- Bangladesh
- Birmania
- Brunei
- Oman — promossa al Gruppo III della Coppa Davis 2004
- Singapore
- Sri Lanka
- Vietnam — promossa al Gruppo III della Coppa Davis 2004

## Zona Europea/Africana

### Gruppo I
Squadre partecipanti
- Austria — promossa al Turno di qualificazione al Gruppo Mondiale
- Bielorussia — promossa al Turno di qualificazione al Gruppo Mondiale
- Finlandia
- Israele
- Italia — retrocessa nel Gruppo II della Coppa Davis 2004
- Lussemburgo
- Marocco — promossa al Turno di qualificazione al Gruppo Mondiale
- Norvegia — retrocessa nel Gruppo II della Coppa Davis 2004
- Slovacchia — promossa al Turno di qualificazione al Gruppo Mondiale
- Zimbabwe

### Gruppo II
Squadre partecipanti
- Andorra — retrocessa nel Gruppo III della Coppa Davis 2004
- Bulgaria
- Costa d'Avorio — retrocessa nel Gruppo III della Coppa Davis 2004
- Danimarca
- Egitto
- Ghana — retrocessa nel Gruppo III della Coppa Davis 2004
- Grecia — promossa al Gruppo I della Coppa Davis 2004
- Irlanda
- Jugoslavia
- Monaco — retrocessa nel Gruppo III della Coppa Davis 2004
- Polonia
- Portogallo
- Slovenia
- Sudafrica — promossa al Gruppo I della Coppa Davis 2004
- Tunisia
- Ucraina

### Gruppo III

#### Girone I
Squadre partecipanti
- Algeria — promossa al Gruppo II della Coppa Davis 2004
- Angola — retrocessa nel Gruppo IV della Coppa Davis 2004
- Armenia — retrocessa nel Gruppo IV della Coppa Davis 2004
- Estonia
- Lituania
- Madagascar
- Namibia
- Ungheria — promossa al Gruppo II della Coppa Davis 2004

#### Girone II
Squadre partecipanti
- Azerbaigian
- Bosnia ed Erzegovina — retrocessa nel Gruppo IV della Coppa Davis 2004
- Cipro
- Georgia — promossa al Gruppo II della Coppa Davis 2004
- Lettonia — promossa al Gruppo II della Coppa Davis 2004
- Macedonia
- Moldavia — retrocessa nel Gruppo IV della Coppa Davis 2004
- Turchia

### Gruppo IV

#### Girone I
Squadre partecipanti
- Islanda — promossa al Gruppo III della Coppa Davis 2004
- Kenya — promossa al Gruppo III della Coppa Davis 2004
- Malta
- Mauritius
- Ruanda
- San Marino
- Zambia

#### Girone II
Squadre partecipanti
- Benin — promossa al Gruppo III della Coppa Davis 2004
- Botswana
- Burkina Faso
- Gabon
- Gibuti
- Mali
- Nigeria
- Senegal
- Togo — promossa al Gruppo III della Coppa Davis 2004
- Uganda